# Serie A 1985-1986 (calcio femminile)
L'edizione 1985-1986 è stata la diciannovesima edizione del campionato italiano di Serie A femminile di calcio.
È stato l'ultimo campionato di Serie A con la F.I.G.C.F. perché con l'ultimo comunicato ufficiale datato 18 ottobre 1986 il presidente, l'Avvocato Giovanni Trabucco, annuncia la redazione dell'atto notarile con cui viene chiusa la Federazione e tutti i suoi organi periferici allegando 4 pagine dattiloscritte contenenti la raccomandazione a tutti gli addetti ai lavori di non dimenticare gli sforzi fatti dal 1970 al 1986 per far crescere il calcio femminile.
La Despar Trani 80 ha conquistato il suo terzo scudetto consecutivo. Il titolo di capocannoniere della Serie A è andato alla danese Lone Smidt Hansen, calciatrice della Despar Trani 80, autrice di 26 gol. Sono retrocessi in Serie B il Padova e l'Urbe Tevere. Il Verona e il Somma Vesuviana non si sono iscritte al campionato successivo.

## Stagione

### Novità
Il campionato si gioca per la prima volta dall'autunno alla primavera. Il numero di squadre partecipanti è aumentato da 13 a 14.
Al termine della stagione 1985 il Foggia e il Giugliano sono stati retrocessi in Serie B. Al loro posto sono stati promossi il Padova, il Prato e l'Urbe Tevere, vincitori dei tre gironi della Serie B 1985.
Il Latina ha in seguito rinunciato al campionato di Serie A e ha cessato l'attività sportiva, così che tutte le calciatrici sono risultate svincolate. A completamento organico è stato riammesso in Serie A il Giugliano.
L'Airtronic Piacenza e il Modena si fondono a formare l'A.C.F. Modena con sede a Modena.
Avvengono inoltre i seguenti cambi di denominazione:
- da S.S. R.I.A.C. Fiamma Monza a S.S. R.I.A.C. Fiamma Ambrosiana di Monza;
- da A.C.F. Juve Piemonte a A.C.F. Juventus di Torino;
- da A.C.F. Woory Jeans Somma Vesuviana a A.C.F. Somma Vesuviana di Somma Vesuviana;
- da A.C.F. Sanitas Trani 80 a A.C.F. Despar Trani 80 di Trani;
- da A.C.F. COMAC Verona a A.C.F. Ritt Jeans Verona di Verona.

### Formato
Le 14 squadre partecipanti si affrontano in un girone all'italiana con partite di andata e ritorno per un totale di 26 giornate. Le ultime due classificate retrocedono in Serie B.

## Squadre partecipanti
Dati tratti dal foglio notizie allegato al c.u. F.I.G.C.F. n. 5 del 24 ottobre 1985.
| Club                       | Stagione | Città                 | Stadio                    | Stagione precedente   |
| -------------------------- | -------- | --------------------- | ------------------------- | --------------------- |
| Despar Trani 80            | dettagli | Trani                 | Stadio di Trani           | 1º posto in Serie A   |
| Giugliano                  | dettagli | Giugliano in Campania | Campo De Cristofaro       | 13º posto in Serie A  |
| F.C.F. Juventus Bastino    | dettagli | Torino                | Parco Ruffini             | 6º posto in Serie A   |
| Modena Ritt Jeans          | dettagli | Modena                | Stadio Braglia            | 3º posto in Serie B/B |
| Mukkilatte Firenze         | dettagli | Firenze               | Stadio di Galluzzo        | 9º posto in Serie A   |
| Padova                     | dettagli | Cadoneghe             | Nuovo Stadio Comunale     | 1º posto in Serie B/A |
| Pordenone Friulvini        | dettagli | Pordenone             | Stadio Ottavio Bottecchia | 10º posto in Serie A  |
| Prato                      | dettagli | Prato                 | Stadio Lungobisenzio      | 1º posto in Serie B/B |
| R.I.A.C. Fiamma Ambrosiana | dettagli | Monza                 | Arena Civica              | 3º posto in Serie A   |
| R.O.I. Lazio               | dettagli | Roma                  | Stadio Flaminio           | 2º posto in Serie A   |
| ACF Roma                   | dettagli | Roma                  | C.S. Fulvio Bernardini    | 4º posto in Serie A   |
| Somma Vesuviana            | dettagli | Somma Vesuviana       | Stadio Felice Nappi       | 5º posto in Serie A   |
| Urbe Tevere                | dettagli | Roma                  | Campo Urbe Tevere         | 1º posto in Serie B/C |
| Verona Ritt Jeans          | dettagli | San Michele Extra     | Campo Sportivo Tiberghien | 7º posto in Serie A   |

## Classifica finale
|                   | Pos. | Squadra                    | Pt | G  | V  | N  | P  | GF | GS | DR  |
| ----------------- | ---- | -------------------------- | -- | -- | -- | -- | -- | -- | -- | --- |
| Campione d'Italia | 1.   | Despar Trani 80            | 44 | 26 | 20 | 4  | 2  | 92 | 15 | +77 |
|                   | 2.   | Verona Ritt Jeans          | 42 | 26 | 19 | 4  | 3  | 54 | 17 | +37 |
|                   | 3.   | Giugliano                  | 35 | 26 | 14 | 7  | 5  | 26 | 16 | +10 |
|                   | 4.   | Modena Ritt Jeans          | 33 | 26 | 13 | 7  | 6  | 47 | 25 | +22 |
|                   | 5.   | Juventus Bastino           | 33 | 26 | 14 | 5  | 7  | 45 | 25 | +20 |
|                   | 6.   | R.O.I. Lazio               | 32 | 26 | 12 | 8  | 6  | 35 | 17 | +18 |
|                   | 7.   | Somma Vesuviana            | 30 | 26 | 10 | 10 | 6  | 39 | 25 | +14 |
|                   | 8.   | R.I.A.C. Fiamma Ambrosiana | 28 | 26 | 9  | 10 | 7  | 28 | 24 | +4  |
|                   | 9.   | Pordenone Friulvini        | 22 | 26 | 8  | 6  | 12 | 29 | 30 | -1  |
|                   | 10.  | Mukkilatte Firenze         | 21 | 26 | 6  | 9  | 11 | 20 | 35 | -15 |
|                   | 11.  | Prato                      | 21 | 26 | 8  | 5  | 13 | 26 | 50 | -24 |
|                   | 12.  | ACF Roma                   | 12 | 26 | 5  | 2  | 19 | 16 | 62 | -46 |
|                   | 13.  | Padova                     | 9  | 26 | 3  | 3  | 20 | 7  | 54 | -47 |
|                   | 14.  | Urbe Tevere                | 2  | 26 | 1  | 0  | 25 | 12 | 81 | -69 |

Legenda:
      Campione d'Italia
      Retrocesso in Serie B 1986-1987
Note:
Due punti a vittoria, uno a pareggio, zero a sconfitta.

## Risultati

### Calendario
| andata     | 1ª giornata               | ritorno    |
| 9 nov 1985 |                           | 8 mar 1986 |
| 2-0        | Pordenone-Roma            | 3-0        |
| 1-1        | ROI Lazio-Somma Vesuviana | 0-1        |
| 1-2        | Firenze-Juventus          | 1-4        |
| 2-2        | Modena-Fiamma Ambrosiana  | 1-2        |
| 0-1        | Urbe Tevere-Padova        | 0-1        |
| 2-5        | Prato-Verona              | 0-4        |
| 0-2        | Giugliano-Trani           | 1-5        |

| andata      | 4ª giornata                   | ritorno    |
| 30 nov 1985 |                               | 5 apr 1986 |
| 1-3         | Prato-Pordenone               | 1-0        |
| 2-1         | Roma-ROI Lazio                | 0-3        |
| 4-0         | Verona-Firenze                | 1-0        |
| 5-0         | Trani-Modena                  | 4-1        |
| 0-2         | Padova-Juventus               | 0-4        |
| 1-2         | Urbe Tevere-Fiamma Ambrosiana | 1-4        |
| 0-0         | Giugliano-Somma Vesuviana     | 1-1        |

| andata      | 7ª giornata                | ritorno     |
| 21 dic 1985 |                            | 26 apr 1986 |
| 2-0         | Pordenone-Firenze          | 1-1         |
| 2-1         | Somma Vesuviana-Roma       | 3-1         |
| 0-2         | Prato-ROI Lazio            | 0-0         |
| 0-0         | Giugliano-Modena           | 0-1         |
| 0-1         | Padova-Verona              | 0-2         |
| 1-0         | Juventus-Fiamma Ambrosiana | 0-1         |
| 1-8         | Urbe Tevere-Trani          | 0-4         |

| andata     | 10ª giornata             | ritorno     |
| 1 feb 1986 |                          | 24 mag 1986 |
| 0-1        | Padova-Pordenone         | 0-3         |
| 5-0        | Giugliano-Roma           | 2-0         |
| 2-1        | Firenze-ROI Lazio        | 0-0         |
| 3-0        | Modena-Urbe Tevere       | 2-0         |
| 4-0        | Somma Vesuviana-Prato    | 1-2         |
| 3-0        | Verona-Fiamma Ambrosiana | 0-0         |
| 1-0        | Trani-Juventus           | 2-2         |

| andata      | 13ª giornata                | ritorno     |
| 22 feb 1986 |                             | 14 giu 1986 |
| 2-2         | Pordenone-Fiamma Ambrosiana | 0-2         |
| 0-2         | Roma-Prato                  | 1-4         |
| 0-1         | Padova-ROI Lazio            | 0-3         |
| 1-0         | Somma Vesuviana-Firenze     | 0-0         |
| 1-6         | Juventus-Modena             | 0-0         |
| 2-0         | Verona-Trani                | 0-2         |
| 1-0         | Giugliano-Urbe Tevere       | 2-0         |

| andata      | 2ª giornata                 | ritorno     |
| 16 nov 1985 |                             | 15 mar 1986 |
| 3-2         | Verona-Pordenone            | 2-1         |
| 0-2         | Roma-Modena                 | 0-1         |
| 0-0         | Juventus-ROI Lazio          | 0-2         |
| 3-0         | Fiamma Ambrosiana-Firenze   | 0-0         |
| 0-2         | Padova-Giugliano            | 0-2         |
| 8-1         | Trani-Prato                 | 4-1         |
| 8-1         | Somma Vesuviana-Urbe Tevere | 6-1         |

| andata     | 5ª giornata              | ritorno     |
| 7 dic 1985 |                          | 12 apr 1986 |
| 0-1        | Pordenone-Giugliano      | 0-1         |
| 2-1        | Roma-Urbe Tevere         | 0-1         |
| 2-2        | ROI Lazio-Verona         | 0-0         |
| 0-4        | Firenze-Trani            | 0-2         |
| 1-0        | Prato-Modena             | 1-5         |
| 2-1        | Fiamma Ambrosiana-Padova | 3-0         |
| 1-0        | Juventus-Somma Vesuviana | 2-0         |

| andata      | 8ª giornata                 | ritorno     |
| 18 gen 1986 |                             | 10 mag 1986 |
| 3-1         | ROI Lazio-Pordenone         | 1-0         |
| 2-5         | Roma-Juventus               | 2-1         |
| 0-0         | Modena-Firenze              | 4-0         |
| 7-0         | Trani-Padova                | 5-1         |
| 2-3         | Urbe Tevere-Prato           | 0-2         |
| 1-0         | Verona-Somma Vesuviana      | 1-1         |
| 0-0         | Fiamma Ambrosiana-Giugliano | 0-1         |

| andata     | 11ª giornata              | ritorno     |
| 8 feb 1986 |                           | 31 mag 1986 |
| 0-0        | Pordenone-Somma Vesuviana | 0-2         |
| 0-2        | Roma-Verona               | 0-6         |
| 0-1        | ROI Lazio-Giugliano       | 0-1         |
| 0-2        | Urbe Tevere-Firenze       | 0-4         |
| 0-2        | Padova-Modena             | 0-6         |
| 0-3        | Prato-Juventus            | 1-2         |
| 0-0        | Fiamma Ambrosiana-Trani   | 1-5         |

| andata      | 3ª giornata                 | ritorno     |
| 23 nov 1985 |                             | 22 mar 1986 |
| 0-5         | Pordenone-Trani             | 0-0         |
| 3-1         | Firenze-Roma                | 1-1         |
| 1-1         | ROI Lazio-Fiamma Ambrosiana | 1-0         |
| 4-0         | Modena-Verona               | 0-2         |
| 3-0         | Somma Vesuviana-Padova      | 1-1         |
| 1-0         | Giugliano-Prato             | 2-1         |
| 0-3         | Urbe Tevere-Juventus        | 1-7         |

| andata      | 6ª giornata                  | ritorno     |
| 14 dic 1985 |                              | 19 apr 1986 |
| 2-1         | Modena-Pordenone             | 1-1         |
| 0-1         | Padova-Roma                  | 2-0         |
| 2-0         | Trani-ROI Lazio              | 0-3         |
| 0-0         | Firenze-Prato                | 1-3         |
| 1-0         | Giugliano-Juventus           | 0-0         |
| 2-0         | Somma Vesuviana-Fiamma Ambr. | 0-0         |
| 4-0         | Verona-Urbe Tevere           | 1-0         |

| andata      | 9ª giornata            | ritorno     |
| 25 gen 1986 |                        | 17 mag 1986 |
| 4-0         | Pordenone-Urbe Tevere  | 1-0         |
| 1-2         | Fiamma Ambrosiana-Roma | 0-0         |
| 4-1         | ROI Lazio-Modena       | 0-0         |
| 1-1         | Firenze-Giugliano      | 0-0         |
| 0-0         | Prato-Padova           | 0-0         |
| 0-1         | Juventus-Verona        | 3-2         |
| 1-1         | Somma Vesuviana-Trani  | 0-7         |

| andata      | 10ª giornata            | ritorno    |
| 15 feb 1986 |                         | 7 giu 1986 |
| 1-1         | Juventus-Pordenone      | 1-0        |
| 6-0         | Trani-Roma              | 3-0        |
| 2-3         | Urbe Tevere-ROI Lazio   | 0-3        |
| 2-0         | Firenze-Padova          | 1-0        |
| 2-0         | Modena-Somma Vesuviana  | 1-1        |
| 2-0         | Fiamma Ambrosiana-Prato | 0-0        |
| 4-0         | Verona-Giugliano        | 1-0        |